# روني كلايتون (لاعب كرة قدم)
روني كلايتون (بالإنجليزية: Ronnie Clayton)‏ هو لاعب كرة قدم بريطاني في مركز جناح ‏، ولد في 18 يناير 1937 في كينغستون أبون هال في المملكة المتحدة. لعب مع نادي هيرفورد.